# Jacques Ier de Vannes
Pour les articles homonymes, voir Jacques Ier.
Jacques Ier de  Vannes (mort en 1132) est un évêque de Vannes de 1128 à 1132 .

## Contexte
Jacques, dont on ignore l'origine, confirme le 23 mars 1127 ou 1128, la donation fait par Alain Ier de Rohan au prieuré Saint-Martin de Josselin. En 1130, il confirme également la possession de la paroisse de Molac à l'abbaye de Marmoutiers. Son épiscopat de quatre années se termine à son décès en 1132.
Son successeur putatif, le pseudo-évêque Ive Ier (ou Ivo), dont la Gallia Christiana souligne la proximité du nom avec celui d'Even, n'est pas retenu dans la liste officielle des prélats du diocèse de Vannes de l'Église catholique,.

## Source
- « Les évêques de Vannes », Nantes, Revue de Bretagne et de Vendée (sous la direction d'Arthur de la Borderie), 1865 (1er semestre), p. 169-200